# Германско военно гробище (Марино поле)
Германското военно гробище край Марино поле е създадено през пролетта на 1941 година по време на Втората световна война. В гробището са погребани 353 или 369 германски войници, починали в сражения на линията „Метаксас“ по време на операция „Марита“.